# Max Walker (ciclista)
Max Walker (Douglas, 12 luglio 2001) è un ciclista su strada mannese che corre per il team EF Education-EasyPost. È professionista dal 2025.

## Palmarès
- 2024 (Astana Qazaqstan Development Team, tre vittorie)

1ª tappa Tour of Japan (Sakai > Sakai, cronometro)
7ª tappa Tour of Japan (Sagamihara > Sagamihara)
2ª tappa, 2ª semitappa Sibiu Cycling Tour (Sibiu > Sibiu, cronometro)

### Altri successi
- 2019 (Juniores)

1ª tappa Sint-Martinusprijs Kontich (Kontich > Kontich, cronosquadre)
- 2023 (Trinity Racing)

Classifica giovani Volta ao Alentejo
- 2024 (Astana Qazaqstan Development Team)

James Berry Tour of The Middle

## Piazzamenti

### Classiche monumento
- Milano-Sanremo

2025: 128º
- Giro delle Fiandre

2025: ritirato
- Parigi-Roubaix

2025: 73º

### Competizioni mondiali
- Campionati del mondo

Yorkshire 2019 - In linea Junior: 30º
Glasgow 2023 - In linea Under-23: 9º